# Заполье (Березники)
Заполье — микрорайон в городе Березники Пермского края России.

## География
Микрорайон расположен на расстоянии приблизительно 2 км на восток-северо-восток от основной части города. К северу от посёлка расположена территория садоводческого товарищества № 109.

### Уличная сеть
В микрорайоне проложены улицы Мичурина и Запольская. Имеется также Луговой переулок.

## История
В 1869 году здесь (тогда деревня Заполье) насчитывалось 4 двора (19 жителей), в 1909 — 7 (38 жителей). Вхождение деревни в состав Березников растянулось на несколько лет. Согласно архивным данным имеются документы о включении Заполья в состав Березников, датируемые как 1946 годом, так и 1952.

## Транспортное сообщение
Ближайшая остановка автобусного маршрута 19  (Сад №68) находится приблизительно в 1 км на юго-запад от микрорайона.